# Gabriele Orsini del Balzo
Gabriele Orsini del Balzo (1404 – Costantinopoli, 1453) è stato un nobile e generale italiano, duca di Venosa e conte di Ugento.

## Biografia
Nato dal principe di Taranto Raimondo Orsini del Balzo, detto Raimondello, e dalla contessa di Lecce Maria d'Enghien, Gabriele non ereditò i possedimenti paterni in quanto questi furono destinati al primogenito Giovanni Antonio, detto Giannantonio.
In quel periodo il principato di Taranto era in ostilità con il Regno di Napoli ed in particolare con il Re Ladislao d'Angiò-Durazzo, in quanto aveva sostenuto Luigi II d'Angiò-Valois, suo rivale all'ascesa al trono. Nel 1406 Raimondello morì nel corso dell'attacco di Ladislao alla città di Taranto, ma la moglie Maria d'Enghien, trasferitasi nel frattempo da Lecce a Taranto con i figli Giannantonio e Gabriele, continuò ad opporre resistenza al sovrano tenendo nascosta la morte del marito per diversi mesi. Nel giugno dello stesso anno Ladislao tolse l'assedio alla città e rientrò a Napoli, probabilmente per l'arrivo di rinforzi a favore degli assediati.
Maria, in vista di un nuovo attacco ad opera di Ladislao, strinse un accordo con lo stesso Luigi II che concedeva al primogenito Giannantonio il mantenimento dei territori del principato (Castellaneta, Gallipoli, Ginosa, Gioia del Colle, Laterza, Martina Franca, Massafra, Mottola, Nardò, Oria, Ostuni, Otranto, Palagiano, Polignano, Taranto ed Ugento), le tre contee di Castro, Lecce e Soleto, le baronie di Carovigno e Mesagne e i due porti di Barletta e Brindisi conquistati da Ladislao nel 1399. A Gabriele furono assegnati invece i feudi paterni di Altamura e Minervino. Il trattato fu suggellato dalla promessa di matrimonio tra Giannantonio, allora di soli 5 anni, e Maria d'Angiò-Valois, figlia di Luigi.
I piani di Maria e Luigi andarono in fumo quando nel dicembre del 1406 le navi con i soldati e il denaro inviati dal d'Angiò-Valois affondarono e il loro carico andò perso. Inoltre un altro degli alleati di Maria, Francesco Orsini, nipote di Raimondo, promise fedeltà a Ladislao. Maria decise quindi di arrendersi al Re di Napoli e per porre fine alle discordie venne proposto un matrimonio tra i due belligeranti che fu celebrato poche settimane dopo l'attacco; conseguentemente il matrimonio tra Giannantonio e la figlia di Luigi d'Angiò-Valois non ebbe luogo.
Maria d'Enghien si trasferì quindi con i figli a Napoli dove risiedette nel Castel Nuovo fino alla morte di Ladislao nel 1414, mentre i territori del principato vennero requisiti dalla regia corte. A Ladislao successe la sorella Giovanna II d'Angiò-Valois, che fece imprigionare Maria e i suoi figli, liberati solo nel 1416 (Maria) e nel 1418 (i figli Giannantonio e Gabriele) dopo l'intercessione di Giacomo II di Borbone-La Marche, sposato da Giovanna nel 1415, che inoltre aveva fatto sposare una figlia di Maria, Caterina, con uno dei suoi cavalieri, Tristano di Chiaromonte. In particolare, per la liberazione di Gabriele, Maria dovette versare alla corte di Napoli 8.000 ducati.
I possedimenti degli Orsini del Balzo non ancora assegnati (ovvero i territori posseduti da Raimondello tranne il principato di Taranto che fu assegnato a Giacomo II) vennero restituiti a Maria e al primogenito Giannantonio grazie anche all'intercessione del Papato. Nel 1420 Giacomo rinunciò al principato che fu quindi assegnato a Giannantonio. Nel 1421 si concluse un accordo tra Maria e i suoi due figli sulla spartizione dei feudi di famiglia: a Maria furono confermati i suoi feudi in Salento, mentre Gabriele ricevette come feudi da Giannantonio le baronie di Acerra, Flumeri-Trevico, Lavello e Minervino.
Nel 1431 Gabriele sposò Maria/Giovanna Caracciolo del Sole, figlia di Sergianni, principe di Capua e gran siniscalco del Regno di Napoli, nonché consigliere ed amante della Regina Giovanna II. Quest'ultimo tentava infatti di avvicinare gli Orsini del Balzo alla sua causa in chiave anti-francese e a favore di Alfonso V d'Aragona nella lotta per la successione a Giovanna II, rimasta senza eredi, sul trono di Napoli. Gabriele dovette quindi interrompere le trattative avviate con la corte di Mantova per sposare una Gonzaga. Morto Sergianni nel 1432, suo figlio Troiano Caracciolo, dietro ordine della sovrana, consegnò a Gabriele il ducato Venosa.
Nel 1434 Giannantonio donò la contea di Ugento a Gabriele, mentre al 1435 risale un accordo supervisionato da Alfonso V, secondo il quale ad ognuno dei due fratelli era garantita la reciproca successione nei loro feudi in caso di morte senza eredi maschi di uno dei due.
Negli anni seguenti la politica di Gabriele seguì il corso degli eventi del principato di Taranto guidato dal fratello Giannantonio. In particolare partecipò al sostegno degli Orsini del Balzo a favore degli Aragonesi contro Renato d'Angiò-Valois nelle lotte per il controllo dell'Italia meridionale, sia fornendo truppe all'esercito aragonese sia in ambito diplomatico per portare altri baroni napoletani dalla parte di Alfonso.
Con la conquista del Regno di Napoli da parte di Alfonso, conclusasi formalmente nel 1443, i suoi sostenitori furono ricompensati dall'aragonese. A Gabriele venne inizialmente concesso il castello di Montemilone, all'epoca occupato da Ladislao Marchesani, ma questi si pentì del suo passato al fianco degli Angioini e i territori gli furono restituiti. Ladislao morì poi tre anni dopo, nel 1445, e il castello fu dato a Gabriele.
Gabriele morì nel corso dell'assedio di Costantinopoli del 1453, dove era giunto assieme a 200 arcieri napoletani nella vana difesa della capitale dell'Impero bizantino, assediata dalle truppe ottomane di Maometto II. Non avendo lasciato eredi maschi, i suoi possedimenti furono trasferiti alla figlia Maria Donata nonostante l'accordo di successione in favore del fratello del 1435.

## Ascendenza
|                           |                     |                       | Genitori               |  |  | Nonni |  |  | Bisnonni       |  |  | Trisnonni     |  |
|                           |                     |                       |                        |  |  |       |  |  | Roberto Orsini |  |  | Romano Orsini |  |
|                           |                     |                       |                        |  |  |       |  |  | Roberto Orsini |  |  | Romano Orsini |  |
|                           |                     | Anastasia di Monforte |                        |  |  |       |  |  | Roberto Orsini |  |  |               |  |
| Nicola Orsini             |                     |                       |                        |  |  |       |  |  | Roberto Orsini |  |  |               |  |
|                           |                     | Sveva del Balzo       | Ugone del Balzo        |  |  |       |  |  |                |  |  |               |  |
|                           |                     | Sveva del Balzo       | Ugone del Balzo        |  |  |       |  |  |                |  |  |               |  |
|                           |                     | Sveva del Balzo       | Jacopa della Marra     |  |  |       |  |  |                |  |  |               |  |
| Raimondo Orsini del Balzo |                     | Sveva del Balzo       |                        |  |  |       |  |  |                |  |  |               |  |
|                           |                     | Guglielmo di Sabrano  | Ermingano di Sabrano   |  |  |       |  |  |                |  |  |               |  |
|                           |                     | Guglielmo di Sabrano  | Ermingano di Sabrano   |  |  |       |  |  |                |  |  |               |  |
|                           |                     | Guglielmo di Sabrano  | Alistasia del Balzo    |  |  |       |  |  |                |  |  |               |  |
| Giovanna di Sabrano       |                     | Guglielmo di Sabrano  |                        |  |  |       |  |  |                |  |  |               |  |
|                           |                     | Roberta di Sangiorgio | Berardo di Sangiorgio  |  |  |       |  |  |                |  |  |               |  |
|                           |                     | Roberta di Sangiorgio | Berardo di Sangiorgio  |  |  |       |  |  |                |  |  |               |  |
|                           |                     | Roberta di Sangiorgio | Isabella Maletta       |  |  |       |  |  |                |  |  |               |  |
| Gabriele Orsini del Balzo |                     | Roberta di Sangiorgio |                        |  |  |       |  |  |                |  |  |               |  |
|                           | Gualtieri d'Enghien | ?                     |                        |  |  |       |  |  |                |  |  |               |  |
|                           | Gualtieri d'Enghien | ?                     |                        |  |  |       |  |  |                |  |  |               |  |
|                           | Gualtieri d'Enghien | ?                     |                        |  |  |       |  |  |                |  |  |               |  |
| Giovanni d'Enghien        | Gualtieri d'Enghien |                       |                        |  |  |       |  |  |                |  |  |               |  |
|                           |                     | Isabella di Brienne   | Gualtieri V di Brienne |  |  |       |  |  |                |  |  |               |  |
|                           |                     | Isabella di Brienne   | Gualtieri V di Brienne |  |  |       |  |  |                |  |  |               |  |
|                           |                     | Isabella di Brienne   | Giovanna di Châtillon  |  |  |       |  |  |                |  |  |               |  |
| Maria d'Enghien           |                     | Isabella di Brienne   |                        |  |  |       |  |  |                |  |  |               |  |
|                           |                     | Bertrando del Balzo   | Berteraimo del Balzo   |  |  |       |  |  |                |  |  |               |  |
|                           |                     | Bertrando del Balzo   | Berteraimo del Balzo   |  |  |       |  |  |                |  |  |               |  |
|                           |                     | Bertrando del Balzo   | ?                      |  |  |       |  |  |                |  |  |               |  |
| Sancia del Balzo          |                     | Bertrando del Balzo   |                        |  |  |       |  |  |                |  |  |               |  |
|                           |                     | Margherita d'Alneto   | Roberto d'Alneto       |  |  |       |  |  |                |  |  |               |  |
|                           |                     | Margherita d'Alneto   | Roberto d'Alneto       |  |  |       |  |  |                |  |  |               |  |
|                           |                     | Margherita d'Alneto   | ?                      |  |  |       |  |  |                |  |  |               |  |
|                           |                     | Margherita d'Alneto   |                        |  |  |       |  |  |                |  |  |               |  |

## Discendenza
Dalla moglie Maria/Giovanna Caracciolo del Sole († 1451) Gabriele ebbe solo figlie femmine, contribuendo all'estinzione del casato:
- Maria Donata († 1481), 2ª duchessa di Venosa, andata in sposa nel 1451 a Pirro del Balzo, in seguito nominato gran connestabile del Regno di Napoli; al momento del matrimonio Maria Donata ricevette dal padre un reddito annuale di 1 200 ducati pro honorabili vita ducenda per non dover dipendere dalle finanze del marito anche in caso di vedovanza[11];
- Raimondina († 1490), che sposò Roberto Sanseverino, principe di Salerno.